# Padianallur
Padianallur é uma vila no distrito de Thiruvallur, no estado indiano de Tamil Nadu.

## Demografia
Segundo o censo de 2001,  Padianallur  tinha uma população de 20,863 habitantes. Os indivíduos do sexo masculino constituem 51% da população e os do sexo feminino 49%. Padianallur tem uma taxa de literacia de 74%, superior à média nacional de 59.5%: a literacia no sexo masculino é de 79% e no sexo feminino é de 70%. Em Padianallur, 10% da população está abaixo dos 6 anos de idade.